# دن هاردی
دن هاردی (انگلیسی: Dan Hardy; ۱۷ مهٔ ۱۹۸۲ – ) تکواندوکار، ورزشکار هنرهای رزمی ترکیبی و تحلیل‌گر ورزشی اهل بریتانیا بود.